# Fremskridtspartiet
Fremskridtspartiet (da., Framstegspartiet) är ett nationalistiskt, liberalt politiskt parti i Danmark, grundat vid ett möte på restaurang Grøften på Tivoli 22 augusti 1972. Partiet var representerat i Folketinget 1973–1999.
Vid folketingsvalet 2005 kunde Fremskridtspartiet inte ställa upp, eftersom man inte lyckades samla in de omkring 20 000 stödunderskrifter som krävdes för kandidatur. Partiet ställde dock upp i kommunalvalen samma år i totalt 14 kommuner och i samtliga regioner. Aage Brusgaard lyckades bli återvald i kommunalfullmäktige i Morsø, där han satt på partiets enda mandat fram till 2009.

## Historik
Partigrundandet föregicks av de 114 sekunder på TV 30 januari 1971, där partigrundaren advokaten Mogens Glistrup i programmet Focus vände upp och ner på politiken i Danmark genom att bland annat tala om att han inte betalat någon skatt på åratal.
Fremskridtspartiet vann i valet till Folketinget 1973 hela 28 mandat, och blev då största parti efter socialdemokraterna. Man förlorade dock politisk kraft sedan förgrundsgestalten Mogens Glistrup åtalats för grova skattebrott, och sedan också avtjänade ett längre fängelsestraff för detta. Partiet återhämtade sig aldrig. 1995 gjordes en utbrytning under ledning av Pia Kjærsgaard och Dansk Folkeparti bildades. 

### Partiledare
- Ulrik Poulsen, 1974
- Palle Tillisch, 1975-1976
- A. Roland Petersen, 1976-1979
- V.A. Jacobsen, 1980-1984
- Poul Sustmann Hansen, 1984
- Ove Jensen, 1984
- Helge Dohrmann, 1984-1985
- Annette Just, 1985-1986
- Johannes Sørensen, 1987-1993
- Poul Lindholm Nielsen, 1994
- Johannes Sørensen, 1995-1999
- Aage Brusgaard, 1999-2001
- Per Larsen, (1999)
- Aase Heskjær, 2001-2003
- Jørn Herkild, 2003-2006
- Henrik Søndergård, 2006-2007
- Ove Jensen, 2007-2009
- Ernst Simonsen, 2009-2010
- Niels Højland, 2010-

## Organisation
På grund av det mycket snabba genombrottet under 1970-talet, och till följd av Glistrups motvilja till "pappersvänderi" fick Fremskridtspartiet aldrig någon stark partiorganisation.
Fremskridtspartiet har ett ungdomsförbund som heter Fremskridtspartiets ungdom.

## Ideologi
Partiets politiska huvudpunkter var från grundandet:
- Avskaffandet av inkomstskatter
- Begränsning av byråkratin
- Sanering av lagstiftningsfloran

Under senare år har partiets politik till stor del präglats av den mycket hårda linjen mot islam, vilken inleddes av Glistrup (1926-2008). Enligt den sistnämndes åsikt borde samtliga muslimska trosbekännare snarast förvisas ur Danmark.[källa behövs]